# 日本卓球リーグ
日本卓球リーグ（にほんたっきゅうリーグ、英: JAPAN TABLE TENNIS LEAGUE）は、年2回行われる日本の卓球競技（団体戦）の最高峰リーグである。主催は一般社団法人日本卓球リーグ実業団連盟。
最多優勝は、男子が東京アートの15回、女子が日本生命の17回（2024年度終了時点）。

## 概要
リーグは1部と2部に分かれて、前期と後期の2回総当りのリーグ戦でそれぞれの期の優勝を決定する。
また、前後期総合4位までのチームによるプレーオフ「JTTLファイナル4」により、年間総合優勝が決定する。前後期それぞれ1部・2部の入れ替えが行われる。
平成3年より個人選抜大会「日本卓球リーグ・ビッグトーナメント（BT）」、平成19年度より前後期大会の上位4チームによるプレーオフ「日本卓球リーグプレーオフJTTLファイナル4」が行われることになった。
日本リーグには正式加盟以外にスポット参戦と準加盟という参戦方法がある。スポット参戦とは2部に1期のみ参戦できる制度で、強豪チームが地元で日本リーグが開催される時などに参加する場合が多い。ただし2期連続のスポット参戦はできない。準加盟とは前後期及びプレーオフに参加する制度であり、1部昇格することもできる（企業チームは準加盟登録はできない）。
なお平成7年から実施しているホームマッチとは、1部のチームが、前期・後期リーグ大会の試合のひとつとして対戦し、各試合の結果は、そのまま日本卓球リーグの成績に反映される。会社や地域の卓球ファンに楽しんでもらうため、ホームチームが大会会場を指定し、卓球台は1台だけで行うために至近距離から試合を観戦することができる。
選手登録は原則としてリーグ参加チームの社員・契約選手（クラブチームの場合はそのクラブの所属選手）のみであるが、日本代表選手の強化・育成のために日本リーグ所属外のチーム・企業に属する選手を対象とした事実上のレンタル制度「ゴールド制」を設けており、プロ選手の福原愛（全日本空輸所属）がサンリツの選手の一員として、石川佳純（全農所属）が日立化成の選手の一員として参加する等、現在も継続している。
日本協会は2018年中にもプロ化を視野に入れた新リーグ「Tリーグ」創設を発表したが、日本卓球リーグ実業団連盟は当初の合流は見送り、早くとも2020年までは日本リーグを継続することを明らかにしている。なお、日本リーグ傘下のチームが個別にTリーグに参加するかは各自の判断に委ねる。
女子最多の優勝回数を誇る日本生命は、Tリーグ参戦で日本卓球リーグとのスケジュールの兼ね合いが難しくなったとして、2018年度からの休会を申し出た。

### 独自の試合方式
試合時間の短縮や好試合を演出する試みとして、様々な独自ルールを設けている。2014年からは4シングルス1ダブルスで行われており、シングルスは5ゲームマッチ(ただし最終ゲームは6オールから始める)、ダブルスは3ゲームマッチとなっている。また、シングルスにおいては最終ゲームでもチェンジエンドをしないなど独自色が強い。

## 加盟チーム
| 男 子 （1 部）           | 男 子 （2 部）                   | 女 子 （1 部）             | 女 子 （2 部）             |
| ------------------------ | -------------------------------- | -------------------------- | -------------------------- |
| 愛知工業大学             | 日野キングフィッシャーズ         | 中国電力ライシス           | 広島日野自動車             |
| 協和キリン               | ケアリッツ・テクノロジーズ       | サンリツ                   | 神戸松蔭大学               |
| シチズン時計             | ケアリッツ・アンド・パートナーズ | デンソー                   | 愛媛銀行                   |
| リコー                   | 関西卓球アカデミー               | 十六フィナンシャルグループ | 朝日大学                   |
| クローバー歯科カスピッズ | 信号器材                         | レゾナック                 | JR北海道                   |
| 日鉄物流ブレイザーズ     | アルテミス北海道                 | エクセディ                 | 豊田自動織機               |
| 明治大学                 | トヨタ自動車                     | 百十四銀行                 | 中京大学                   |
| 朝日大学                 | フジ                             | 愛知工業大学               | クローバー歯科フェアリーズ |
|                          | 瀬戸内スチール                   |                            | オークワ                   |
|                          | JR北海道                         |                            |                            |
|                          | 豊田自動織機                     |                            |                            |
|                          | 東都観光バス                     |                            |                            |
|                          | サンケイ                         |                            |                            |

※2025年度前期現在。

## プレーオフJTTLファイナル4
優勝チームには内閣総理大臣杯が授与されるプレーオフ大会。平成18年度（2006年度）までは日本卓球リーグ前後期の成績により決めてきたが、どの時点で獲得したかが分かりにくいため、平成19年度（2007年度）に新設された。

## 歴代優勝チーム
| 年度   | 開催地     | 開催地      | 開催地      | 男子(1部)      | 男子(1部)      | 男子(1部)      | 女子(1部)    | 女子(1部)  | 女子(1部)    |
| 年度   | 前期       | 後期        |             | 前期           | 後期           | 年間総合優勝   | 前期         | 後期       | 年間総合優勝 |
| ------ | ---------- | ----------- | ----------- | -------------- | -------------- | -------------- | ------------ | ---------- | ------------ |
| 1977年 | 東京       | 東京        |             | 日本楽器       | シチズン       |                | 川徳         | 日産自動車 |              |
| 1978年 | 東京       | 千葉        |             | 協和発酵       | 協和発酵       |                | 第一勧業銀行 | 第一勧銀   |              |
| 1979年 | 東京       | 福岡        |             | 日本楽器       | 日本楽器       |                | 第一勧銀     | 日産自動車 |              |
| 1980年 | 東京       | 北海道      |             | 日本楽器       | 日産自動車     |                | 第一勧銀     | 日産自動車 |              |
| 1981年 | 東京       | 長﨑        |             | 協和発酵       | 協和発酵       |                | 日産自動車   | 日産自動車 |              |
| 1982年 | 東京       | 和歌山      |             | 日本楽器       | 日本楽器       |                | 日産自動車   | 日産自動車 |              |
| 1983年 | 青森       | 東京        |             | 日本楽器       | 川鉄千葉       | 日本楽器       | 日産自動車   | 日産自動車 | 日産自動車   |
| 1984年 | 宮崎       | 東京        |             | 川鉄千葉       | 協和発酵       | 協和発酵       | 日本楽器     | 三井銀行   | 三井銀行     |
| 1985年 | 静岡       | 東京        |             | 日産自動車     | 日本楽器       | 日産自動車     | 日産自動車   | 日産自動車 | 日産自動車   |
| 1986年 | 沖縄       | 東京/神奈川 |             | 日本楽器       | 日本楽器       | 日本楽器       | 日産自動車   | 川鉄千葉   | 日産自動車   |
| 1987年 | 広島       | 神奈川      |             | 日本楽器       | 日産自動車     | ヤマハ         | 武田薬品     | 日産自動車 | 武田薬品     |
| 1988年 | 北海道3    | 東京        |             | 日産自動車     | 日産自動車     | 日産自動車     | 日産自動車   | 三井銀行   | 武田薬品     |
| 1989年 | 滋賀       | 千葉/東京   |             | 日産自動車     | 和歌山銀行     | 日産自動車     | 三井銀行     | 三井銀行   | 三井銀行     |
| 1990年 | 島根2      | 千葉2/東京  |             | 日産自動車     | 川鉄千葉       | 日産自動車     | 武田薬品     | 武田薬品   | 武田薬品     |
| 1991年 | 香川       | 東京2       |             | 日産自動車     | 川鉄千葉       | 川崎製鉄       | 武田薬品     | 武田薬品   | 武田薬品     |
| 1992年 | 沖縄       | 大阪/東京   |             | びわこ銀行     | 日産自動車     | 日産自動車     | 日産自動車   | 日産自動車 | 日産自動車   |
| 1993年 | 北海道2    | 千葉2       |             | 日産自動車     | 日産自動車     | 日産自動車     | 日産自動車   | 日産自動車 | 日産自動車   |
| 1994年 | 鹿児島     | 千葉/青森   |             | 川鉄千葉       | びわこ銀行     | 川崎製鉄       | 武田薬品     | 松下電器   | 松下電器     |
| 1995年 | 愛知       | 神奈川      |             | シチズン       | 日産自動車     | 日産自動車     | 松下電器     | 日本生命   | 松下電器     |
| 1996年 | 広島       | 東京        |             | 川鉄千葉       | サンリツ       | 川崎製鉄       | 松下電器     | 日本生命   | 日本生命     |
| 1997年 | 大阪       | 神奈川      |             | 日産自動車     | 日産自動車     | 日産自動車     | 日本生命     | 日本生命   | 日本生命     |
| 1998年 | 岩手       | 栃木        |             | 日産自動車     | 日産自動車     | 日産自動車     | 松下電器     | 日本生命   | 日本生命     |
| 1999年 | 兵庫       | 富山        |             | 日産自動車     | 日産自動車     | 日産自動車     | 池田銀行     | 日本生命   | 日本生命     |
| 2000年 | 千葉       | 宮城2       |             | 東京アート     | 東京アート     | 東京アート     | 日本生命     | 日本生命   | 日本生命     |
| 2001年 | 広島       | 岐阜        |             | 東京アート     | 協和発酵       | 東京アート     | 日本生命     | 日本生命   | 日本生命     |
| 2002年 | 大阪       | 福島        |             | 東京アート     | 東京アート     | 東京アート     | 日本生命     | 日本生命   | 日本生命     |
| 2003年 | 越谷       | 岡山        |             | 協和発酵       | 日産自動車     | 協和発酵       | 日本生命     | 日本生命   | 日本生命     |
| 2004年 | 熊本       | 甲府        |             | 東京アート     | 東京アート     | 東京アート     | 十六銀行     | 十六銀行   | 十六銀行     |
| 2005年 | 宇都宮     | 大阪        |             | グランプリ     | 東京アート     | 東京アート     | 日本生命     | 日本生命   | 日本生命     |
| 2006年 | ひたちなか | 千葉        |             | 東京アート     | グランプリ     | 東京アート     | 日本生命     | 日本生命   | 日本生命     |
| 年度   | 開催地     | 開催地      | 開催地      | 男子(1部)      | 男子(1部)      | 男子(1部)      | 女子(1部)    | 女子(1部)  | 女子(1部)    |
| 年度   | 前期       | 後期        | ファイナル4 | 前期           | 後期           | ファイナル4    | 前期         | 後期       | ファイナル4  |
| 2007年 | 所沢       | 大阪        | 所沢市      | 東京アート     | 東京アート     | 東京アート     | 日本生命     | 日本生命   | 日本生命     |
| 2008年 | 東京       | 大阪        | 東京都      | 協和発酵       | 協和発酵キリン | 東京アート     | 日本生命     | 日本生命   | 日本生命     |
| 2009年 | 東京       | 名古屋      | 横浜市      | 東京アート     | 東京アート     | 東京アート     | サンリツ     | サンリツ   | 日立化成     |
| 2010年 | 所沢       | 札幌        | 浦安市      | 東京アート     | 東京アート     | 東京アート     | 日立化成     | 日本生命   | 日本生命     |
| 2011年 | 東京       | 広島        | 越谷市      | 東京アート     | 東京アート     | 東京アート     | 日本生命     | 日本生命   | 日本生命     |
| 2012年 | 東京       | 大阪        | 浦安市      | 東京アート     | 東京アート     | 東京アート     | 十六銀行     | アスモ     | 日立化成     |
| 2013年 | 川崎       | 大阪        | 越谷市      | 東京アート     | 協和発酵キリン | 東京アート     | 日本生命     | サンリツ   | 日本生命     |
| 2014年 | 福島       | 大阪        | 越谷市      | 東京アート     | 東京アート     | 東京アート     | アスモ       | 日本生命   | 日立化成     |
| 2015年 | 広島       | 新潟        | 大阪市      | 愛知工業大学   | 協和発酵キリン | 東京アート     | 日本生命     | 日本生命   | 日立化成     |
| 2016年 | 仙台       | 大阪        | 八王子市    | 協和発酵キリン | 協和発酵キリン | 協和発酵キリン | 日本生命     | 日本生命   | 日本生命     |
| 2017年 | 松江       | 京都        | 那覇市      | 東京アート     | 協和発酵キリン | 協和発酵キリン | アスモ       | サンリツ   | 日本生命     |
| 2018年 | 高知       | 酒田        | 高崎市      | リコー         | シチズン       | リコー         | 十六銀行     | 中国電力   | 中国電力     |
| 2019年 | 豊田       | 秋田        | 徳島市      | 東京アート     | 東京アート     | 愛工大         | 十六銀行     | 中国電力   | 十六銀行     |
| 2020年 | 三重       | 熊本        | 福山市      | 中止           | 協和発酵キリン | 日鉄物流       | 中止         | 中国電力   | 十六銀行     |
| 2021年 | 千葉       | 埼玉        | 千曲市      | 愛知工業大学   | 東京アート     | 東京アート     | 昭和電工     | 中国電力   | 中国電力     |
| 2022年 | 和歌山     | 三重        | 延岡市      | シチズン時計   | 日鉄物流       | シチズン       | サンリツ     | サンリツ   | サンリツ     |
| 2023年 | 滋賀       | 愛媛        | 岐阜市      | 協和キリン     | 日鉄物流       | リコー         | デンソー     | 中国電力   | 中国電力     |
| 2024年 | 静岡       | 北海道      | 大分市      | 日鉄物流       | 愛知工業大学   | 協和キリン     | 中国電力     | 中国電力   | 中国電力     |
| 2025年 | 香川       | 埼玉        | 千葉市      | 愛知工業大学   |                |                | レゾナック   |            |              |

## ビッグトーナメント（BT）
男女各20名で行われる個人戦の最高峰。第14回よりシチズンホールディングスが特別協賛になりシチズンカップとなる。賞金総額は280万円。優勝者には原田杯とシチズンカップ、副賞としてシチズンの時計が贈呈される。

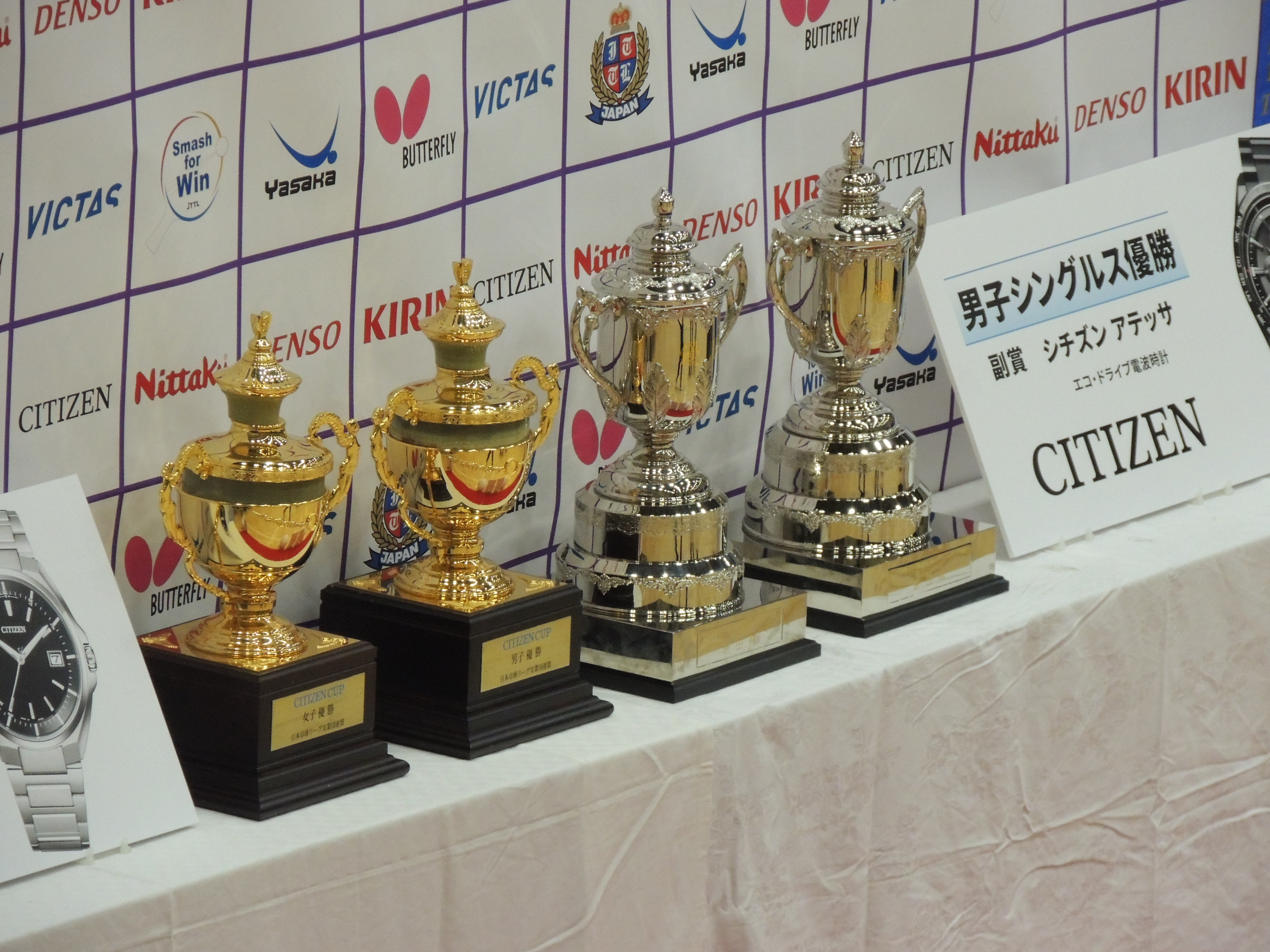
2025/1 日本卓球リーグビッグトーナメント

### 歴代結果
| 年     | 開催回 | 開催地   | 男子シングルス                          | 男子シングルス                            | 女子シングルス             | 女子シングルス                          | 男子ダブルス                             | 男子ダブルス                                 | 女子ダブルス                       | 女子ダブルス                               |
| 年     | 開催回 | 開催地   | 優勝                                    | 準優勝                                    | 優勝                       | 準優勝                                  | 優勝                                     | 準優勝                                       | 優勝                               | 準優勝                                     |
| ------ | ------ | -------- | --------------------------------------- | ----------------------------------------- | -------------------------- | --------------------------------------- | ---------------------------------------- | -------------------------------------------- | ---------------------------------- | ------------------------------------------ |
| 1991年 | 第1回  | 横浜市   | 渡辺武弘 （協和発酵)                    | 竹之内君明 （協和発酵)                    | 趙多多 （松下電工彦根)     | 平野恵美子 （日産自動車)                |                                          |                                              |                                    |                                            |
| 1992年 | 第2回  | 横浜市   | 韋晴光 （寿屋)                          | 山内篤 （びわこ銀行)                      | 趙多多 （松下電工彦根)     | 松本雪乃 （日産自動車)                  |                                          |                                              |                                    |                                            |
| 1993年 | 第3回  | 西宮市   | 韋晴光 （寿屋)                          | 渡辺武弘 （協和発酵)                      | 李恵芬 （松下電器)         | 樊建欣 （日本生命)                      |                                          |                                              |                                    |                                            |
| 1994年 | 第4回  | 別府市   | 陳龍燦 （ヤマハ)                        | 王振義 （びわこ銀行)                      | 樊建欣 （日本生命)         | 趙多多 （松下電工彦根)                  |                                          |                                              |                                    |                                            |
| 1995年 | 第5回  | 大竹市   | 于沈潼 （住友物流)                      | 佐藤建剛 （リコー)                        | 樊建欣 （日本生命)         | 小山ちれ （池田銀行)                    |                                          |                                              |                                    |                                            |
| 1996年 | 第6回  | 宇都宮市 | 松下浩二 （グランプリ)                  | 高志亮 （日産自動車)                      | 小山ちれ （池田銀行)       | 佐藤利香 （和歌山銀行)                  |                                          |                                              |                                    |                                            |
| 1997年 | 第7回  | 帯広市   | 王永剛 （健勝苑京都)                    | 高志亮 （日産自動車)                      | 樊建欣 （日本生命)         | 傅培 （第一勧業銀行)                    |                                          |                                              |                                    |                                            |
| 1998年 | 第8回  | 松元市   | 王永剛 （健勝苑京都)                    | 偉関晴光 （ラララ(寿屋))                  | 坂田愛 （日本生命)         | 小山ちれ （池田銀行)                    |                                          |                                              |                                    |                                            |
| 1999年 | 第9回  | 大津市   | 王永剛 （健勝苑京都)                    | 田﨑俊雄 （協和発酵)                      | 河村朋枝 （第一勧業銀行)   | 西飯由香 （健勝苑京都)                  |                                          |                                              |                                    |                                            |
| 2000年 | 第10回 | 和歌山市 | 遊澤亮 （東京アート)                    | 偉関晴光 （ラララ(寿屋))                  | 羽佳純子 （サンリツ)       | 河村朋枝 （十六銀行)                    |                                          |                                              |                                    |                                            |
| 2001年 | 第11回 | 青森市   | 偉関晴光 （ラララ(寿屋))                | 遊澤亮 （東京アート)                      | 王越古 （十六銀行)         | 小山ちれ （池田銀行)                    |                                          |                                              |                                    |                                            |
| 2003年 | 第12回 | 駒沢     | 韓陽 （東京アート)                      | 新井周 （グランプリ)                      | 福原愛 （青森山田中学校)   | 高橋美貴江 （淑徳短期大学職員)          |                                          |                                              |                                    |                                            |
| 2004年 | 第13回 | 岐阜市   | 吉田海偉 （日産自動車)                  | 韓陽 （東京アート)                        | 梅村礼 （日本生命)         | 福原愛 （青森山田高校)                  |                                          |                                              |                                    |                                            |
| 2005年 | 第14回 | 所沢市   | 韓陽 （東京アート)                      | 吉田海偉 （日産自動車)                    | 梅村礼 （日本生命)         | 金沢咲希 （日本生命)                    |                                          |                                              |                                    |                                            |
| 2006年 | 第15回 | 帯広市   | 韓陽 （東京アート)                      | 三田村宗明 （日産自動車)                  | 福原愛 （グランプリ)       | 馮天薇 （サンリツ)                      |                                          |                                              |                                    |                                            |
| 2007年 | 第16回 | 西宮市   | 韓陽 （東京アート)                      | 吉田海偉 （日産自動車)                    | 王輝 （日立化成)           | 藤沼亜衣 （ミキハウス)                  |                                          |                                              |                                    |                                            |
| 2008年 | 第17回 | 仙台市   | 朱世赫 （韓国)                          | 韓陽 （東京アート)                        | 李佳 （日本生命)           | 小西杏 （アスモ)                        |                                          |                                              |                                    |                                            |
| 2009年 | 第18回 | 羽曳野市 | 松平賢二 （青森大学)                    | 水谷隼 （明治大学)                        | 侯琳 （サンリツ)           | 福原愛 （ANA)                           |                                          |                                              |                                    |                                            |
| 2010年 | 第19回 | 岡山市   | 韓陽 （東京アート)                      | 水野裕哉 （東京アート)                    | 侯琳 （サンリツ)           | 福平暁 （日立化成)                      |                                          |                                              |                                    |                                            |
| 2011年 | 第20回 | 金沢市   | 水谷隼 （明治大学)                      | 大矢英俊 （東京アート)                    | 福原愛 （ANA)              | 石川佳純 （IMG)                         |                                          |                                              |                                    |                                            |
| 2012年 | 第21回 | 防府市   | 軽部隆介 （シチズン)                    | 平屋広大 （原田鋼業)                      | 阿部恵 （サンリツ)         | 福岡春菜 （中国電力)                    |                                          |                                              |                                    |                                            |
| 2013年 | 第22回 | 松山市   | 水谷隼 （beacon.LAB)                    | 丹羽孝希 （明治大学)                      | 福原愛 （ANA)              | 松平志穂 （四天王寺高校)                |                                          |                                              |                                    |                                            |
| 2014年 | 第23回 | 長岡市   | 張一博 （東京アート)                    | 松平賢二 （協和発酵キリン)                | 阿部恵 （サンリツ)         | 福岡春菜 （中国電力)                    |                                          |                                              |                                    |                                            |
| 2015年 | 第24回 | 浦安市   | 松平賢二 （協和発酵キリン)              | 上田仁 （協和発酵キリン)                  | 平野早矢香 （ミキハウス)   | 前田美優 （日本生命)                    |                                          |                                              |                                    |                                            |
| 2016年 | 第25回 | 佐賀市   | 松平健太 （JTB                          | 大島祐哉 （ファースト)                    | 森薗美咲 （日立化成)       | 宋恵佳 （中国電力)                      |                                          |                                              |                                    |                                            |
| 2017年 | 第26回 | 日立市   | 吉村和弘 （愛知工業大学)                | 神巧也 (シチズン時計)                     | 田代早紀 （日本生命)       | 石垣優香 （日本生命)                    |                                          |                                              |                                    |                                            |
| 2018年 | 第27回 | 仙台市   | 松平賢二 (協和発酵キリン)               | 平野友樹 (協和発酵キリン)                 | 松澤茉里奈 (十六銀行)      | 田代早紀 (日本ペイントホールディングス) | 森田侑樹 神巧也 (シチズン時計)           | 町飛鳥 上村慶哉 (シチズン時計)               | 平侑里香 松本優希 (サンリツ)       | 松澤茉里奈 髙橋真梨子 (十六銀行)           |
| 2019年 | 第28回 | 橿原市   | 有延大夢 (リコー)                       | 笠原弘光 (シチズン時計)                   | 宋恵佳 （中国電力)         | 安藤みなみ (十六銀行)                   | 鹿屋良平 有延大夢 (リコー)               | 松下海輝 藤村友也 (日鉄物流ブレイザーズ)     | 土田美佳 宋恵佳 (中国電力)         | 松本優希 平侑里香 (サンリツ)               |
| 2020年 | 第29回 | 和歌山市 | 中止                                    | 中止                                      | 中止                       | 中止                                    | 中止                                     | 中止                                         | 中止                               | 中止                                       |
| 2021年 | 第30回 | 熊本市   | 平野友樹 (協和キリン)                   | 酒井明日翔 (シチズン時計)                 | 佐藤瞳 (ミキハウス)        | 宋恵佳 （中国電力)                      | 鹿屋良平 郡山北斗 (リコー)               | 松下海輝 藤村友也 (日鉄物流ブレイザーズ)     | 宋恵佳 成本綾海 (中国電力)         | 平真由香 田口瑛美子 (昭和電工マテリアルズ) |
| 2022年 | 第31回 | 南相馬市 | 丹羽孝希 (スヴェンソンホールディングス) | 池田忠功 (リコー)                         | 佐藤瞳 (ミキハウス)        | 井絢乃 （中国電力)                      | 藤村友也 松下海輝 (日鉄物流ブレイザーズ) | 松下大星 宮本春樹 (クローバー歯科カスピッズ) | 青木優佳 中森帆南 (中国電力)       | 梅村優香 塩見真希 (サンリツ)               |
| 2023年 | 第32回 | 日立市   | 松下大星 (クローバー歯科カスピッズ)     | 渡辺裕介 (協和キリン)                     | 枝廣瞳 （中国電力ライシス) | 木村光歩 （中国電力ライシス)            | 髙見真己 定松祐輔 (日鉄物流ブレイザーズ) | 郡山北斗 小野寺 翔平 (リコー)                | 梅村優香 塩見真希 (サンリツ)       | 青木優佳 中森帆南 (中国電力ライシス)       |
| 2024年 | 第33回 | 青森市   | 木造勇人 (関⻄卓球アカデミー)           | 石山慎 (ケアリッツ・アンド・パートナーズ) | 菅澤柚花里 (デンソー)      | 木村光歩 (中国電力ライシス)             | 髙見真己 藤村友也 (日鉄物流ブレイザーズ) | 上村慶哉 三部航平 (シチズン時計)             | 井絢乃 中森帆南 (中国電力ライシス) | 永尾尭子 三村優果 (サンリツ)               |
| 2025年 | 第34回 | 甲府市   | 高見真己 (日鉄物流ブレイザーズ)         | 木造勇人 (関⻄卓球アカデミー)             | 出澤杏佳 (レゾナック)      | 枝廣瞳 (中国電力ライシス)               | 郡山北斗 小野寺翔平 (リコー)             | 高見真己 野田颯太 (日鉄物流ブレイザーズ)     | 出雲美空 出澤杏佳 (レゾナック)     | 野村萌 橋本帆乃香 (デンソーポラリス)       |

## 中継
- 2016年シーズンはスポナビライブ、FRESH! by AbemaTV、で無料配信、EXスポーツで中継されていた。
- 2018年、2019年シーズンは以降はLabo Liveで無料配信を行っている。